# Ponometia mediatrix
Ponometia mediatrix är en fjärilsart som beskrevs av Dyar 1904. Ponometia mediatrix ingår i släktet Ponometia och familjen nattflyn. Inga underarter finns listade i Catalogue of Life.